# Preparanda
Preparanda – była to szkoła uzupełniająca, przygotowawcza. Miała formę dwuletniego kursu dla młodzieży niemającej ukończonych 7 klas szkoły podstawowej, a przygotowującej się przy seminarium nauczycielskim do zawodu nauczyciela. Istniała w pierwszych latach po odzyskaniu niepodległości. 